# 김성진 (바둑 기사)
김성진(金成進, 1989년 8월 13일 ~ )은 대한민국의 바둑 기사이다.

## 약력
장수영도장 출신으로 2011년 제130회 일반입단대회를 통해 입단하였다. 2012년 7월에 2단으로 승단했고 제40기 명인전 본선과 제17기 박카스배 천원전 8강, 제8기 십단전 본선에 각각 진출했다. 2013년 제1기 동아팜택배 오픈신인왕전 본선8강과 제18회 LG배 본선16강 그리고 제41기 하이원리조트배 명인전 본선8강에 올랐다. 11월에 3단으로 승단했고, 이듬해 2014년 2014렛츠런파크배 본선 64강에 진출했다. 2015년 4단과 2018년 5단을 거쳐 2022년 7단으로 승단했다.